# Ahmed Khatir
Ahmed Khatir (en arabe : أحمد خاطر), né le 14 mars 2005 à Casablanca au Maroc, est un footballeur marocain qui joue au poste de défenseur central à l'Al-Riyadh.

## Biographie

### En club
Ahmed Khatir commence le football au Wydad Athletic Club, avant d'intégrer l'Académie Mohammed VI de football de 2016 jusqu'en 2023,,. Lors de son évolution à l'académie, il est convoité par plusieurs clubs européens.
En juillet 2023, il s'engage pour trois saisons au SK Beveren en D2 belge. Dans un premier temps, il joue avec l'équipe réserve. Le 17 août 2024, il reçoit sa première titularisation en professionnel face au Lommel SK, qu'il remporte sur le score de 2-1. Cinq jours plus tard, il inscrit son premier but professionnel contre le KAS Eupen (match nul, 2-2).

### En sélection
En juin 2022, il participe aux Jeux méditerranéens en Espagne avec le Maroc des moins de 18 ans, avec lequel il remporte la médaille de bronze,,,.
En novembre 2024, il participe au championnat d'Afrique du Nord (tournoi UNAF) à domicile avec le Maroc des moins de 20 ans et remporte ainsi son premier titre international, le qualifiant automatiquement à la prochaine Coupe d'Afrique des nations,. Lors de cette compétition, il est élu homme du match contre la Tunisie des moins de 20 ans.
En avril 2025, il est convoqué par Mohammed Ouahbi pour prendre part à la Coupe d'Afrique des nations avec le Maroc des moins de 20 ans,. Le 15 mai 2025, il se qualifie en finale de la CAN grâce à une victoire 0-1 contre l'Égypte des moins de 20 ans,.

## Palmarès

### En sélection
- Maroc -18 ans
  - Jeux méditerranéens
    -  Médaille de bronze en 2022[7].

- Maroc -20 ans
  - Coupe d'Afrique des nations
    -  Finaliste en 2025[16],[17].

  - Championnat d'Afrique du Nord
    -  Vainqueur en 2024[11]